# 圪垱店镇
圪垱店镇，原为圪垱店乡（“圪垱”音gēdang），是中华人民共和国河南省焦作市武陟县下辖的一个乡镇级行政单位。2020年6月，撤乡设镇，现区划代码为410823107。

## 行政区划
圪垱店镇下辖以下地区：
圪当店村、岗头村、王伊村、程伊村、秦伊村、冯村、汤王堤村、邢庄村、毛庄村、毛庵村、安庄村、郭庵村、小刘庄村、白庙村、关音堂村、耿村、西王庄村和宝村。